# Tändhatt

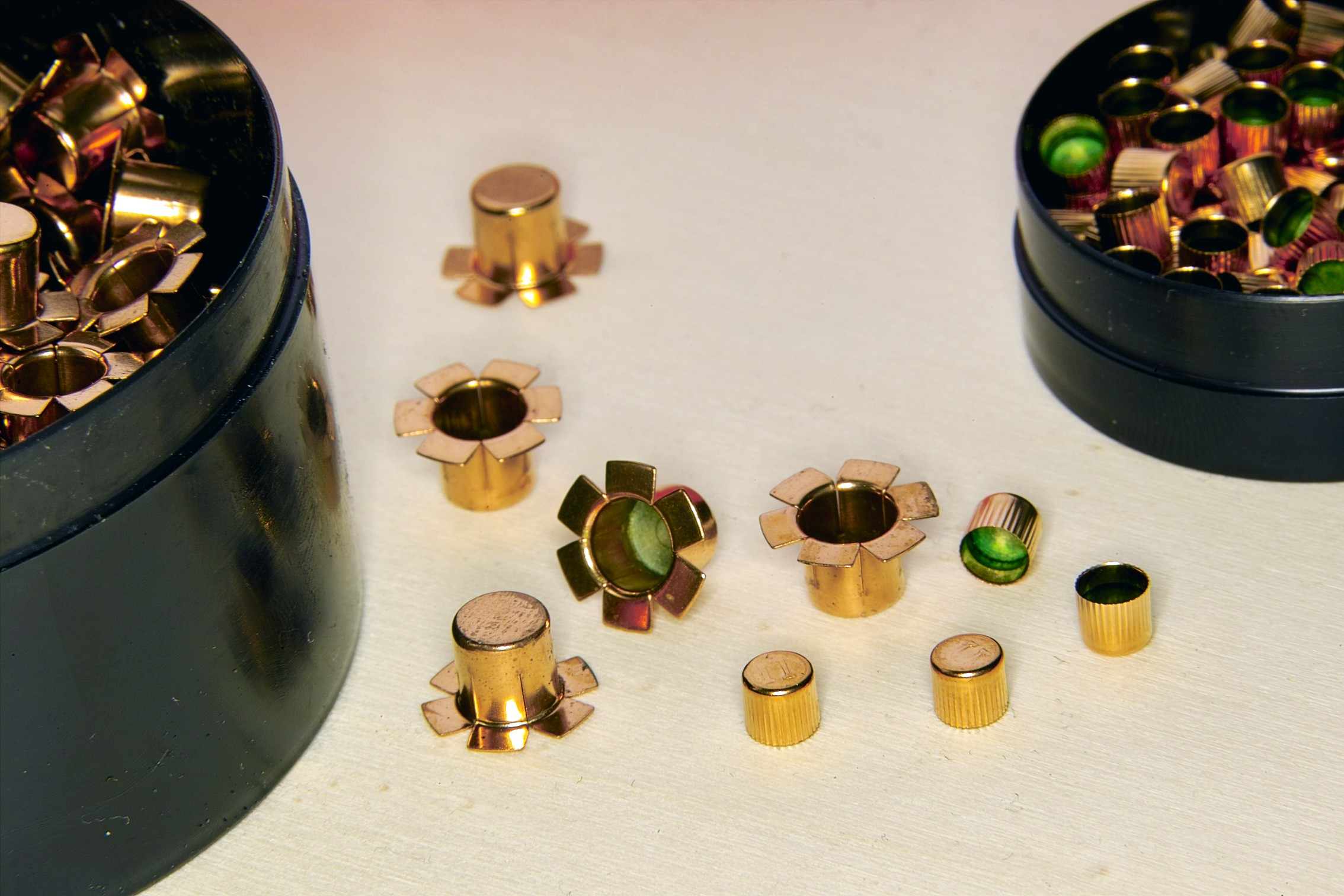
Lösa tändhattar.

En tändhatt är en liten laddning som fungerar som utlösare för krut.
I eldvapen används tändhattar för att antända drivladdningen. Tändhatten kan vara en lös enhet, då även kallad knallhatt, som placerades på ett slaglåsgevärs tändhattstapp, men oftast sitter den fast monterad i en patronhylsa. 
Tändhatten i en patronhylsa kan vara elektrisk eller mekanisk. Med mekanisk avses en tändhatt som tänder när den utsätts för slaget från ett tändstift, ett slagstift eller en slagbult. Det finns två typer av mekaniska tändhattar; Boxer och Berdan, båda uppkallade efter sina respektive uppfinnare. En Boxer-tändhatt är en komplett enhet medan en Berdan-tändhatt kräver att det finns ett mothåll i hylsan för att tändstiftets spets skall kunna tända tändsatsen.
Tändhatten fanns i Sverige med nummer från 1-10 och innehöll 0,3-3 gram kvicksilverfulminat.
Till grovkalibrig ammunition används ofta istället för tändhatt en tändskruv.